# Sveta Ana pri Ložu
Sveta Ana pri Ložu je naselje v Občini Loška dolina. Do leta 2003 je bila vas del Podloža.